# Lobera de Onsella
Lobera de Onsella (aragónul Lobera d'Onsella) település Spanyolországban,  Zaragoza tartományban. Lobera de Onsella Uncastillo, Isuerre, Los Pintanos, Longás és Luesia községekkel határos. Lakosainak száma 27 fő (2024).

## Népesség
A település népessége az utóbbi években az alábbiak szerint változott:
| Lakosok száma | 55   | 62   | 59   | 49   | 45   | 42   | 30   | 28   | 26   | 27   |
|               | 2001 | 2004 | 2007 | 2009 | 2012 | 2014 | 2017 | 2019 | 2022 | 2024 |